# Вефсна
Вефсна (норв. Vefsna) — крупнейшая река в фюльке Нурланн, Норвегия. Длина реки 163 км, площадь водосборного бассейна — 4122 км². Исток реки находится в горах Бёргефьелль и формирует границу между Норвегией и Швецией. Протекает через коммуны Хаттфьелльдал, Гране, Вефсн и город Мушёэн и впадает в Вефсн-фьорд.
Раньше река была очень важной для вылова лосося, но сейчас её воды заражены паразитом Gyrodactylus salaris.
По течению реки расположен водопад Лаксфорсен.